# Mauranthemum paludosum
Mauranthemum paludosum là một loài thực vật có hoa trong họ Cúc. Loài này được (Poir.) Vogt & Oberpr. mô tả khoa học đầu tiên năm 1995.